# 2019年中国长江中下游干旱
2019年夏秋季在中国长江中下游地区发生了持续半年的极端干旱，涉及江西、湖南、湖北、江苏、安徽、浙江和福建7个省。干旱地区降水较常年同期少2-8成,湖北、江西均为1961年以来历史同期最少, 安徽为同期第二少。干旱事件历经两个阶段，第一阶段为7月下旬至11月中旬, 湖北大部、湖南北部、江西北部、安徽大部等地普遍有中到重度的气象干旱, 其中湖北东部、安徽南部极端干旱；11月中下旬两场降雨缓解了湖北东部、湖南北部的干旱；第二阶段为11月下旬至12月底，江西南部、广东大部等地降水较常年同期偏少5-9成, 旱情持续。